# هلوکله (تنکابن)
هلوکله (تنکابن)، روستایی از توابع بخش کوهستان شهرستان تنکابن در استان مازندران ایران است.

## جمعیت
این روستا در دهستان دوهزار قرار دارد و براساس سرشماری مرکز آمار ایران در سال ۱۳۸۵، جمعیت آن ۶۹ نفر (۲۷خانوار) بوده‌است.